# Železnovodsk
Železnovodsk (rusky Железноводск) je lázeňské město v Stavropolském kraji v Ruské federaci. Patří do skupiny Kavkazských minerálních vod. Na začátku roku 2018 mělo 24 912 obyvatel.

## Geografie
Město leží na jihu Stavropolské vysočiny na úpatí Železného vrchu ve výšce 550-530 m n. m. v údolí řek Džejmuk a Kučuk.

## Dějiny

### 19. století
V roce 1810 objevil slavný ruský lékař, sociální aktivista a humanista Fjodor Petrovič Gaaz s pomocí kabardského knížete Izmail-beje Atažukina na úpatí Železného vrchu dva minerální prameny. Tento objev pramenů je pokládán za založení dnešního města Železnovodsku a každoročně je ve městě oslavován. O dva roky později dorazili k minerálním pramenům první nemocní a to i přes nedostatek jakéhokoliv základního vybavení. Dokonce ještě v roce 1820, kdy osadu Železné Vody navštívil Alexandr Puškin spolu s rodinou generála Nikolaje Rajevského, zde byly pouze dřevěné chatky a povozy a místo pro koupele bylo vyznačeno jen proutěným plůtkem.
Na přelomu 20. a 30. let 19. století byla z iniciativy generála Alexeje Petroviče Jermolova vytvořena Stavební komise, která se zabývala uspořádání nového léčebného střediska. V Železných Vodách se objevily první lázně a vznikl rekreační Kurortský park.
Ve 40. letech 19. století bylo na příkaz ministra války přesídleno 40 rodin nižších vojenských osadníků ve výslužbě přesídleno z Kislovodsku do Železných Vod, aby ochránily ty, kdo přišli hledat v osadě zdraví. Noví osadníci založili vesnici, která se během několika let proměnila na kozáckou stanici.
V roce 1856 bylo v osadě nalezeno 25 nových pramenů minerálních vod.
Na konci 19. století byla v osadě již železnice, na ulicích se rozsvítily elektrické lampy. Stavěly se zde nové lázeňské budovy v tzv. maurském stylu architektury - například Ostrovské lázně, Palác bucharského emíra nebo hlavní nádraží.

### 20. století
V roce 1902 byl otevřen v lázeňské osadě velký moderní léčebný hotel Kazennaja, který dovedl ročně pojmout až 120 návštěvníků. Nedaleko něho byly postaveny tři menší, levnější hotely letního typu. Pro přilákání lázeňských návštěvníku se stavěly nové letní chaty a domy na západním svahu Železného vrchu.
V roce 1911 bylo v osadě otevřeno první sanatorium pro děti. První světová válka si vyžádala otevření nemocnic, které byly umístěny v některých lázeňských chatkách. Během ruské občanské války se zde také léčily děti z chudých rodin.
V roce 1917 byla osada povýšena na město a od té doby používá název Železnovodsk.
V prvních týdnech Velké vlastenecké války bylo ve městě vytvořeno sedm evakuačních nemocnic pro tři tisíce lidí. V průběhu roku 1941 se zde léčilo 30 000 zraněných ruských vojáků. 9. srpna 1942 bylo město obsazeno německou armádou, činnost lázeňských rezortů byla pozastavena. Během pěti měsíců okupace byly zastřeleny desítky obyvatel Železnovodsku. Letoviska a nemocnice byla vyhazována do povětří a zapalována. 11. ledna 1943 bylo město osvobozeno 9. armádou.
V 50. letech 20. století město zcela změnilo svůj vzhled, byla zahájena mohutná bytová výstavba, zprovozněna nová škola. Centrální náměstí a hlavní ulice byly vydlážděny. V 60. a 70. letech byly vyvrtávány nové minerální prameny, zakládány nová sanatoria. V roce 1975 počet pacientů ve městě překonal 100 tisíc. Byl postaven Palác kultury, Dům života, Hotel Družba, Obchodní dům aj.